# NGC 6461
NGC 6461 is een spiraalvormig sterrenstelsel in het sterrenbeeld Draak. Het hemelobject werd op 18 september 1884 ontdekt door de Amerikaanse astronoom Lewis A. Swift.

## Synoniemen
- UGC 10954
- MCG 12-17-4
- ZWG 330.55
- ZWG 340.17
- PGC 60659